# Chaetonotus triacanthus
Chaetonotus triacanthus är en djurart som tillhör fylumet bukhårsdjur, och som beskrevs av Todaro 1994. Chaetonotus triacanthus ingår i släktet Chaetonotus och familjen Chaetonotidae. Inga underarter finns listade i Catalogue of Life.